# Stefan Edberg
Stefan Edberg (Västervik, 19 de enero de 1966) es un extenista sueco. A inicios de la década de 1990 llegó a ser número 1 del ranking ATP . Mantuvo esa plaza de honor durante 72 semanas.
Consiguió seis títulos individuales de Grand Slam: el Campeonato de Wimbledon 1988 y 1990, el Abierto de Estados Unidos 1991 y 1992, y el Abierto de Australia 1985 y 1987. También llegó a un total de 11 finales, una de ellas en el Torneo de Roland Garros, y 19 semifinales.
El sueco ganó el Masters Grand Prix 1989 y logró ocho títulos de Grand Prix Championship / ATP Masters Series en todas las superficies. Además, logró la medalla de oro individual en los Juegos Olímpicos de Los Ángeles 1984, y el bronce en los Juegos Olímpicos de Seúl 1988.
En dobles, Edberg ganó el Abierto de Estados Unidos de 1987, el Abierto de Australia de 1987 y 1996 y el Masters de Montecarlo de 1993, y fue finalista en el Abierto de Estados Unidos de 1984, el Abierto de Roland Garros de 1986 y el Masters de Cincinnati de 1993.

## Carrera como tenista
Es el tenista que más veces jugó para Suecia en la Copa Davis con 70 participaciones en 13 ediciones, desde el año 1984 hasta 1996 ininterrumpidamente. Además, posee el récord en su país de siete finales disputadas, ganando el evento cuatro veces en 1984, 1985, 1987 y 1994.
Otros méritos incluyen el haber sido el único tenista juvenil en lograr el Golden Slam (los cuatro torneos grandes en el mismo año) y ser el 5.º jugador con más partidos jugados (1079) en la era profesional, detrás de Jimmy Connors (1491), Ivan Lendl (1308), Guillermo Vilas (1201), Andre Agassi (1144).
Recibió el Premio Honor a la Caballerosidad Deportiva en los años 1988, 1989, 1990, 1992 y 1995, más que ningún otro jugador en la historia. En 1996 la ATP decidió renombrar este premio como el Edberg Sportsmanship Award. El 11 de julio de 2004 ingresó al Salón Internacional de la Fama del Tenis.
Su juego era espectacular en la red, se podría decir que fue uno de los mejores voleadores de la historia de este deporte. Fue el N.º 1 del mundo en juniors en el año 1983, lo que lo convierte en uno de los 5 tenistas en alcanzar el N.º 1 tanto en profesionales como en juniors. Junto a John McEnroe, son los dos únicos jugadores en toda la historia en alcanzar la cima en singles y dobles. Se caracterizó por ser un jugador frío y muy seguro de sí mismo.
Su mayor rivalidad durante su carrera profesional fue con el alemán Boris Becker, se enfrentaron 35 veces con récord a favor de Becker por 25-10.

### Carrera como entrenador
Edberg firmó un contrato para convertirse en el entrenador de Roger Federer a finales de 2013. Su colaboración empezó oficialmente en el Abierto de Australia 2014.  Archivado el 13 de julio de 2015 en Wayback Machine. Federer describió el rol Edberg "como mentor más que entrenador", sin embargo, su influencia ha sido considerada como puntal en el resurgir campeón del suizo, especialmente en aportar juego de servicio y volea y juego cerca de la red a su juego. Su colaboración terminó en diciembre de 2015.

## Vida personal
Su esposa es Annette Hjort Olsen, con quien se casó en abril de 1992. Tienen dos hijos, Emilie y Christopher. Olsen mantuvo anteriormente en una relación con un tenista rival de Edberg, Mats Wilander, antes de que su relación con Edberg comenzara en 1985.

Edberg es seguidor del equipo de fútbol inglés Leeds United Football Club y del equipo sueco de hockey sobre hielo Växjö Lakers.

## Clasificación histórica
| Tournament                           | 1982                                                  | 1983                                                  | 1984                                                  | 1985                                                  | 1986                                                  | 1987                                                  | 1988                                                  | 1989                                                  | 1990         | 1991         | 1992  | 1993         | 1994         | 1995         | 1996  | SR       | W–L     | Win %  |
| ------------------------------------ | ----------------------------------------------------- | ----------------------------------------------------- | ----------------------------------------------------- | ----------------------------------------------------- | ----------------------------------------------------- | ----------------------------------------------------- | ----------------------------------------------------- | ----------------------------------------------------- | ------------ | ------------ | ----- | ------------ | ------------ | ------------ | ----- | -------- | ------- | ------ |
| Grand Slam tournaments               |                                                       |                                                       |                                                       |                                                       |                                                       |                                                       |                                                       |                                                       |              |              |       |              |              |              |       |          |         |        |
| Abierto de Australia                 | A                                                     | 2R                                                    | CF                                                    | G                                                     | ND                                                    | G                                                     | SF                                                    | CF                                                    | F            | SF           | F     | F            | SF           | 4R           | 2R    | 2 / 13   | 56–10   | 84.85  |
| Abierto de Francia                   | A                                                     | A                                                     | 2R                                                    | CF                                                    | 2R                                                    | 2R                                                    | 4R                                                    | F                                                     | 1R           | CF           | 3R    | CF           | 1R           | 2R           | 4R    | 0 / 13   | 30–13   | 69.77  |
| Wimbledon                            | A                                                     | 2R                                                    | 2R                                                    | 4R                                                    | 3R                                                    | SF                                                    | G                                                     | F                                                     | G            | SF           | CF    | SF           | 2R           | 2R           | 2R    | 2 / 14   | 49–12   | 80.33  |
| Abierto de Estados Unidos            | A                                                     | 1R                                                    | 2R                                                    | 4R                                                    | SF                                                    | SF                                                    | 4R                                                    | 4R                                                    | 1R           | G            | G     | 2R           | 3R           | 3R           | CF    | 2 / 14   | 43–12   | 78.18  |
| Win–Loss                             | 0–0                                                   | 1–3                                                   | 6–4                                                   | 16–3                                                  | 8–3                                                   | 17–3                                                  | 18–3                                                  | 19–3                                                  | 13–3         | 21–3         | 19–3  | 16–4         | 8–4          | 7–4          | 9–4   | 6 / 54   | 178–47  | 79.11  |
| Year-End Championship                |                                                       |                                                       |                                                       |                                                       |                                                       |                                                       |                                                       |                                                       |              |              |       |              |              |              |       |          |         |        |
| Tennis Masters Cup                   | A                                                     | A                                                     | A                                                     | 1R                                                    | SF                                                    | SF                                                    | SF                                                    | G                                                     | F            | A            | RR    | RR           | RR           | A            | A     | 1 / 9    | 18–14   | 56.25  |
| Masters Series (Super 9 tournaments) |                                                       |                                                       |                                                       |                                                       |                                                       |                                                       |                                                       |                                                       |              |              |       |              |              |              |       |          |         |        |
| Indian Wells                         | These Tournaments Were Not Super 9 Events Before 1990 | These Tournaments Were Not Super 9 Events Before 1990 | These Tournaments Were Not Super 9 Events Before 1990 | These Tournaments Were Not Super 9 Events Before 1990 | These Tournaments Were Not Super 9 Events Before 1990 | These Tournaments Were Not Super 9 Events Before 1990 | These Tournaments Were Not Super 9 Events Before 1990 | These Tournaments Were Not Super 9 Events Before 1990 | G            | SF           | A     | 2R           | SF           | SF           | 2R    | 1 / 6    | 16–5    | 76.19  |
| Key Biscayne                         | These Tournaments Were Not Super 9 Events Before 1990 | These Tournaments Were Not Super 9 Events Before 1990 | These Tournaments Were Not Super 9 Events Before 1990 | These Tournaments Were Not Super 9 Events Before 1990 | These Tournaments Were Not Super 9 Events Before 1990 | These Tournaments Were Not Super 9 Events Before 1990 | These Tournaments Were Not Super 9 Events Before 1990 | These Tournaments Were Not Super 9 Events Before 1990 | F            | SF           | 3R    | CF           | CF           | 2R           | 4R    | 0 / 7    | 19–7    | 73.08  |
| Monte Carlo                          | These Tournaments Were Not Super 9 Events Before 1990 | These Tournaments Were Not Super 9 Events Before 1990 | These Tournaments Were Not Super 9 Events Before 1990 | These Tournaments Were Not Super 9 Events Before 1990 | These Tournaments Were Not Super 9 Events Before 1990 | These Tournaments Were Not Super 9 Events Before 1990 | These Tournaments Were Not Super 9 Events Before 1990 | These Tournaments Were Not Super 9 Events Before 1990 | 3R           | 2R           | A     | SF           | SF           | 1R           | 2R    | 0 / 6    | 9–6     | 60.00  |
| Rome                                 | These Tournaments Were Not Super 9 Events Before 1990 | These Tournaments Were Not Super 9 Events Before 1990 | These Tournaments Were Not Super 9 Events Before 1990 | These Tournaments Were Not Super 9 Events Before 1990 | These Tournaments Were Not Super 9 Events Before 1990 | These Tournaments Were Not Super 9 Events Before 1990 | These Tournaments Were Not Super 9 Events Before 1990 | These Tournaments Were Not Super 9 Events Before 1990 | A            | A            | A     | A            | A            | CF           | CF    | 0 / 2    | 6–2     | 75.00  |
| Hamburgo                             | These Tournaments Were Not Super 9 Events Before 1990 | These Tournaments Were Not Super 9 Events Before 1990 | These Tournaments Were Not Super 9 Events Before 1990 | These Tournaments Were Not Super 9 Events Before 1990 | These Tournaments Were Not Super 9 Events Before 1990 | These Tournaments Were Not Super 9 Events Before 1990 | These Tournaments Were Not Super 9 Events Before 1990 | These Tournaments Were Not Super 9 Events Before 1990 | A            | CF           | G     | 3R           | 2R           | A            | A     | 1 / 4    | 8–3     | 72.73  |
| Canada                               | These Tournaments Were Not Super 9 Events Before 1990 | These Tournaments Were Not Super 9 Events Before 1990 | These Tournaments Were Not Super 9 Events Before 1990 | These Tournaments Were Not Super 9 Events Before 1990 | These Tournaments Were Not Super 9 Events Before 1990 | These Tournaments Were Not Super 9 Events Before 1990 | These Tournaments Were Not Super 9 Events Before 1990 | These Tournaments Were Not Super 9 Events Before 1990 | A            | A            | A     | A            | A            | 2R           | A     | 0 / 1    | 1–1     | 50.00  |
| Cincinnati                           | These Tournaments Were Not Super 9 Events Before 1990 | These Tournaments Were Not Super 9 Events Before 1990 | These Tournaments Were Not Super 9 Events Before 1990 | These Tournaments Were Not Super 9 Events Before 1990 | These Tournaments Were Not Super 9 Events Before 1990 | These Tournaments Were Not Super 9 Events Before 1990 | These Tournaments Were Not Super 9 Events Before 1990 | These Tournaments Were Not Super 9 Events Before 1990 | G            | CF           | SF    | F            | F            | 1R           | 2R    | 1 / 7    | 19–6    | 76.00  |
| Stockholm / Essen / Stuttgart        | These Tournaments Were Not Super 9 Events Before 1990 | These Tournaments Were Not Super 9 Events Before 1990 | These Tournaments Were Not Super 9 Events Before 1990 | These Tournaments Were Not Super 9 Events Before 1990 | These Tournaments Were Not Super 9 Events Before 1990 | These Tournaments Were Not Super 9 Events Before 1990 | These Tournaments Were Not Super 9 Events Before 1990 | These Tournaments Were Not Super 9 Events Before 1990 | F            | F            | SF    | CF           | 3R           | 2R           | 2R    | 0 / 7    | 16–7    | 69.57  |
| Paris                                | These Tournaments Were Not Super 9 Events Before 1990 | These Tournaments Were Not Super 9 Events Before 1990 | These Tournaments Were Not Super 9 Events Before 1990 | These Tournaments Were Not Super 9 Events Before 1990 | These Tournaments Were Not Super 9 Events Before 1990 | These Tournaments Were Not Super 9 Events Before 1990 | These Tournaments Were Not Super 9 Events Before 1990 | These Tournaments Were Not Super 9 Events Before 1990 | G            | 3R           | CF    | SF           | 2R           | A            | CF    | 1 / 6    | 14–5    | 73.68  |
| Juegos Olímpicos                     |                                                       |                                                       |                                                       |                                                       |                                                       |                                                       |                                                       |                                                       |              |              |       |              |              |              |       |          |         |        |
| Juegos Olímpicos                     | No Disputado                                          | No Disputado                                          | G1                                                    | No Disputado                                          | No Disputado                                          | No Disputado                                          | SF                                                    | No Disputado                                          | No Disputado | No Disputado | 1R    | No Disputado | No Disputado | No Disputado | A     | 1 / 3    | 9–2     | 81.82  |
| Career Statistics                    |                                                       |                                                       |                                                       |                                                       |                                                       |                                                       |                                                       |                                                       |              |              |       |              |              |              |       |          |         |        |
|                                      | 1982                                                  | 1983                                                  | 1984                                                  | 1985                                                  | 1986                                                  | 1987                                                  | 1988                                                  | 1989                                                  | 1990         | 1991         | 1992  | 1993         | 1994         | 1995         | 1996  | SR       | W–L     | Win %  |
| Tournaments Played                   | 3                                                     | 10                                                    | 20                                                    | 21                                                    | 22                                                    | 19                                                    | 18                                                    | 17                                                    | 20           | 20           | 21    | 22           | 26           | 21           | 25    | 285      | 285     | 285    |
| Titles–Runner-ups                    | 0–0                                                   | 0–0                                                   | 2–0                                                   | 4–2                                                   | 3–4                                                   | 7–4                                                   | 3–4                                                   | 2–6                                                   | 7–5          | 6–2          | 3–3   | 1–3          | 3–1          | 1–0          | 0–1   | 42 / 285 | 42–35   | 54.55  |
| Hard Win–Loss                        | 0–2                                                   | 6–5                                                   | 14–5                                                  | 25–7                                                  | 32–5                                                  | 42–5                                                  | 28–9                                                  | 29–6                                                  | 39–5         | 39–7         | 32–6  | 24–9         | 33–9         | 26–11        | 18–13 |          | 387–104 | 78.50  |
| Clay Win–Loss                        | 0–1                                                   | 4–2                                                   | 5–3                                                   | 9–3                                                   | 15–3                                                  | 8–3                                                   | 11–4                                                  | 14–2                                                  | 3–5          | 9–6          | 10–6  | 17–8         | 9–7          | 10–4         | 14–7  |          | 138–64  | 68.32  |
| Grass Win–Loss                       | 0–0                                                   | 2–3                                                   | 4–3                                                   | 9–1                                                   | 7–3                                                   | 14–2                                                  | 12–1                                                  | 6–2                                                   | 10–1         | 10–1         | 7–2   | 7–2          | 3–2          | 2–2          | 6–2   |          | 99–27   | 78.57  |
| Carpet Win–Loss                      | 0–0                                                   | 0–0                                                   | 9–6                                                   | 17–8                                                  | 16–10                                                 | 14–2                                                  | 16–4                                                  | 15–6                                                  | 18–4         | 18–3         | 19–10 | 13–7         | 15–8         | 4–3          | 8–4   |          | 182–75  | 70.82  |
| Overall Win–Loss                     | 0–3                                                   | 12–10                                                 | 32–17                                                 | 60–19                                                 | 70–21                                                 | 78–12                                                 | 67–18                                                 | 64–16                                                 | 70–15        | 76–17        | 68–24 | 61–26        | 60–26        | 42–20        | 46–26 | 42 / 285 | 806–270 | 74.91  |
| Win (%)                              | 0%                                                    | 55%                                                   | 65%                                                   | 76%                                                   | 77%                                                   | 87%                                                   | 79%                                                   | 80%                                                   | 82%          | 82%          | 74%   | 70%          | 70%          | 68%          | 64%   | 74.91%   | 74.91%  | 74.91% |
| Year End Rankings                    | 523                                                   | 53                                                    | 20                                                    | 5                                                     | 5                                                     | 2                                                     | 5                                                     | 3                                                     | 1            | 1            | 2     | 5            | 7            | 23           | 14    |          |         |        |